# 斯德哥爾摩老城
老城（Gamla stan），1980年前官方名稱為「橋間之城」（Staden mellan broarna），是瑞典斯德哥爾摩的一個古老城鎮。老城主要包括城岛（Stadsholmen）；官方區劃雖然把骑士岛（Riddarholmen）、聖靈島（Helgeandsholmen）和水流城堡（Strömsborg）都劃入老城區，但一般人所指的老城都不包括這三個地區。

## 概覽

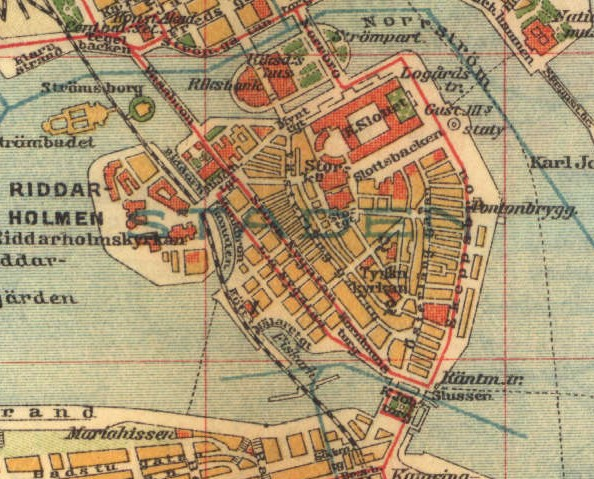
1910年的老城地圖

老城的歷史可追溯至13世紀。城內有中世紀小巷、圓石街道和古式建築，深受北日耳曼式風格影響。
大廣場是老城中央的一個廣場，被斯德哥爾摩證券交易所大樓和其他舊商人的房屋包圍。1520年11月，丹麥國王克里斯蒂安二世就在這廣場屠殺了反對他的瑞典貴族，史稱斯德哥爾摩慘案。這場屠殺激發起民眾起義，最終選舉出古斯塔夫·瓦薩為瑞典國王，帶領瑞典脫離卡爾馬聯合。

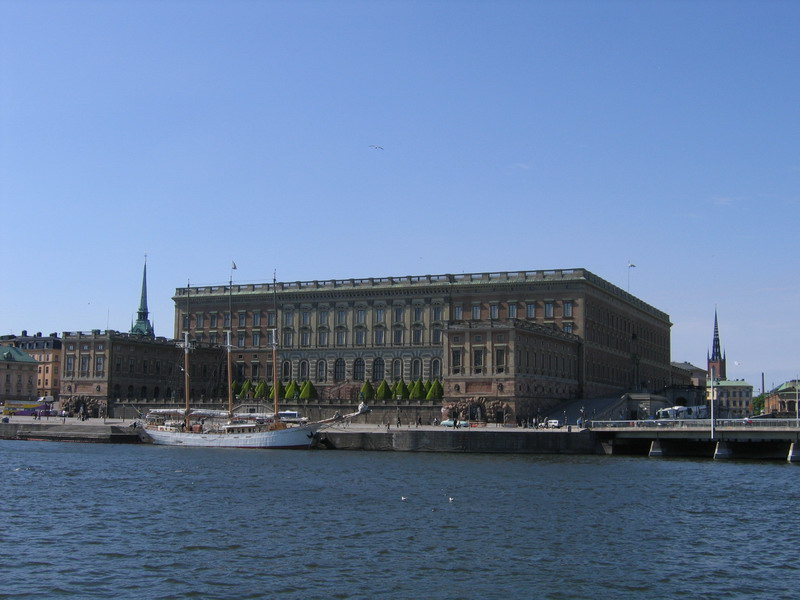
位于老城的斯德哥尔摩王宮

城內除了有斯德哥爾摩大教堂、諾貝爾博物館和騎士教堂外，還是王宮所處之地。在三王冠宮於火中焚燬後，王宮就從18世紀建立於此。騎士院位處老城的西北。
东长街（Österlånggatan）上有一間名為金色和平餐厅，自1722年開始經營，據健力士世界紀錄，它是未改變過室內設計的最古老餐館。斯德哥爾摩大教堂內有Bernt Notke所雕的聖喬治與龍雕塑，而騎士教堂則是瑞典國王舉行葬禮的地方。王宮以南有一個庭園球房补丁（Bollhustäppan），內有瑞典最小的一個雕塑──小男孩鐵像。
19世紀中至20世紀中，老城一直被視為貧民窟，很多歷史建築都日久失修；第二次世界大戰後，5條小巷的房屋被清拆，以擴建國會大樓。然而，1980年代起，老城因其中世紀和文藝復興時代的建築而吸引大量遊客，其建築物的價值才獲肯定。
儘管對城內370件古物的考古研究仍未清楚公佈，但志願人士作出的考核則發現，之前被定為17至18世紀的建築物，實際上應該還要古老300年。地鐵於當地設有車站，站名為。

## 歷史

### 城名由來
直至19世紀中，老城都只被稱為（「那城自己」），因其周邊地區都只是鄉郊地方。自19世紀中，地圖和文獻開始稱呼該城鎮為「橋間之城」或「橋中之城」（staden inom broarna），此名稱成為官方地名，直至1980年。自1934年起，「橋間之城」還包括小島聖靈島（Helgeandsholmen）和水流城堡（Strömsborg）的區域。「老城」的名稱大概出現於20世紀初，然後廣為流傳。雖然這城鎮的官方名稱已於1980年改為現名，但現代斯德哥爾摩還會間中被稱為「橋間之城」。

### 史前史
神話中，斯德哥爾摩起源於一個名為Agnefit之地。其中的-fit即「濕潤的草地」，有人估計它是指今日城岛（Stadsholmen）西岸，聲稱這地是當時唯一可能有濕草之地。而「Agne」則是由遠古（有歷史學家說是公元前400年左右）的神話中佔領芬蘭後曾於當地紮營的國王。
Agne本欲娶芬蘭部落首領的女兒Skjalf，但Skjalf在慶典上灌醉了他，並以其金項鏈弔死了他後逃脫。
這些故事仍未被證實。年輪年代學家檢驗了Norrström海床上和在1978年至80年間發現，沉在聖靈島的木頭，得出結論說那些樹木於970年和1020年間被砍下，其中大部分是在1010年，而那些木頭很可能成為「Stock-holm」「木材小島」名字的由來。

### 中世紀
這個起初被城牆包圍的城市只包圍兩條長街──西长街（Västerlånggatan）和东长街（Österlånggatan）之間的區域，由當時的岸邊伸延到東、西城牆。東城牆於兩座防衛塔中穿過：北塔成為後來的三王冠宮，於1697年的火中焚燬；南塔於今已無遺跡，於1336年由國王馬格努斯四世賜予道明會修士，故有指其位於鐵廣場（Järntorget）以北、牧师街（Prästgatan）以南的修道院。當時市郊的陡峭懸崖，至今仍可見於長街和其平行的街道的高度的差別──西長街和牧师街相差約5米，東長街和球房巷（Bollhusgränd）-Bagge街（Baggensgatan）相差約10米。

中世紀時的市中心大概只是一個露天市集，位於市鎮廳和村內唯一一座教堂的南方。市集起初比現時的較小，但於是15世紀初的一場火警後擴建，並逐漸被永久建築物包圍，從而發展成今日的大廣場。儘管斯德哥爾摩於歷史上快速擴張，但是其擴張過程仍存在爭議。這些爭議包括它是否依照南方的樣式（如呂貝克）和是否由比耶亞爾和馬格努斯三世直接監督等。儘管如此，中世紀時已有大道從大廣場通往四方：商人街（Köpmangatan）往東連接水邊的漁人廣場（Fisketorget），黑人街（Svartmangatan，命名自道明會）和鞋匠街（Skomakargatan）則往南連接未於島上南端的金融中心。當時的金融中心位於今鐵廣場（Järntorget），但當時佔地還要大，東連（今已改建為船桥），西達梅拉倫湖船隻的入口粮食港湾（位於今粮食港湾广场附近）。窄巷（Trångsund）當時比現在要窄，從北方流過大教堂。

由於城門是中世紀城牆上最脆弱的地方，故當時的人認為應少建城門。中世紀的斯德哥爾摩城牆只有3至4個窄門：東牆有一連接商人街與岸邊，其餘的都連接西長街，位於今大教堂斜坡（Storkyrkobrinken）、危楼斜坡（Kåkbrinken）和德国斜坡（Tyska Brinken）。圍繞王宮的露天廣場名為（「沙地」），因防衛原因而被故意丟空。城內的要道都規定要闊8厄爾（約5米），以容許馬車駛過，但是橫街的闊度則沒有限制。城牆內於14世紀開始過於擠迫，故新建築物建於城牆外的岸邊，岸邊橋樑間的土地越來越多小屋，逐漸在窄巷間形成一條條長街區，成為今日老城的特色。在以前的市中心，大街區會被分割為較小街區，形成窄街如花园街（Trädgårdsgatan）和歷史上的耳框街（Kindstugatan，已沒落）。

中世紀的街道位於今日街道下約3米的地方。考古學開鑿街道發現，最古老的街道都是被木材覆蓋，最古老的一條位於現時西長街東北端下3層木材下，大約建於1250至1300年。14世紀後期，街頭開始以石頭舖蓋。鑒於考古學家在這些街道上發現含有少量發現物的穢物，可見這個時期的街道清潔有重大改善。當時，垃圾和廢物只從特製的孔棄置在各條小巷。雖然有發現一些中世紀地下木管和地窖，但在斯德哥爾摩發現的下水道只有很少，比不上同為北歐城市的維斯比和卑爾根那麼精密，所以斯德哥爾摩人只用傾斜的小巷來處理污水。縱使一些公告禁止民眾於水中拋棄垃圾和限制城牆內動物數目，但都徒勞無功，直至中世紀末才有專人每周2次去清潔水管，以及禁止於鄰舍和要道旁設置廁所。公廁集中於城中心一個被稱為flugmöten的地方，盤旋於空中的昆蟲甚至可以把天空遮蔽，直至19世紀。
現存的小巷與中世紀時的老城的外觀大有分別。當時一系列的建築面對街道，有一些窗戶以販賣貨物；廢物、凹凸不平的地面和手推車使人寸步難行；空氣中充斥着糞便、食物、魚類、皮革、火爐和香料的氣味。夜間（尤其是冬夜）的城內是完全黑暗的，只有零星的火警糾察和夜行人士所持的火把發出微量的光。那裏也沒有任何指示外來人士的路標，因為所有街道都未有名字，人們只稱呼街道為「從外南門通往教堂的那條大道」，後來的小巷才以住在那條街上的著名人物命名。事實上，歷史文獻對於城內地方的很多描述過於模糊不清，一些街道被重新命名了很多次，一些甚至擁有相似或相同的街名，使歷史學家無法確定文獻記載的地方所在。

## 圖片

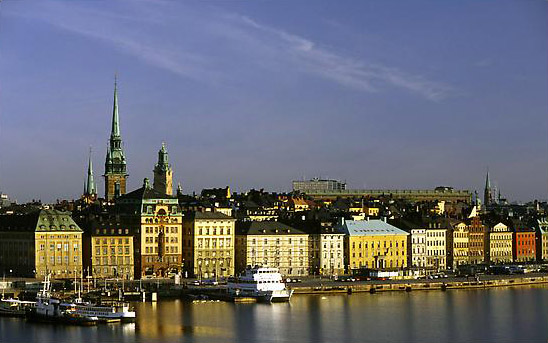
老城東岸船桥港口的晨景
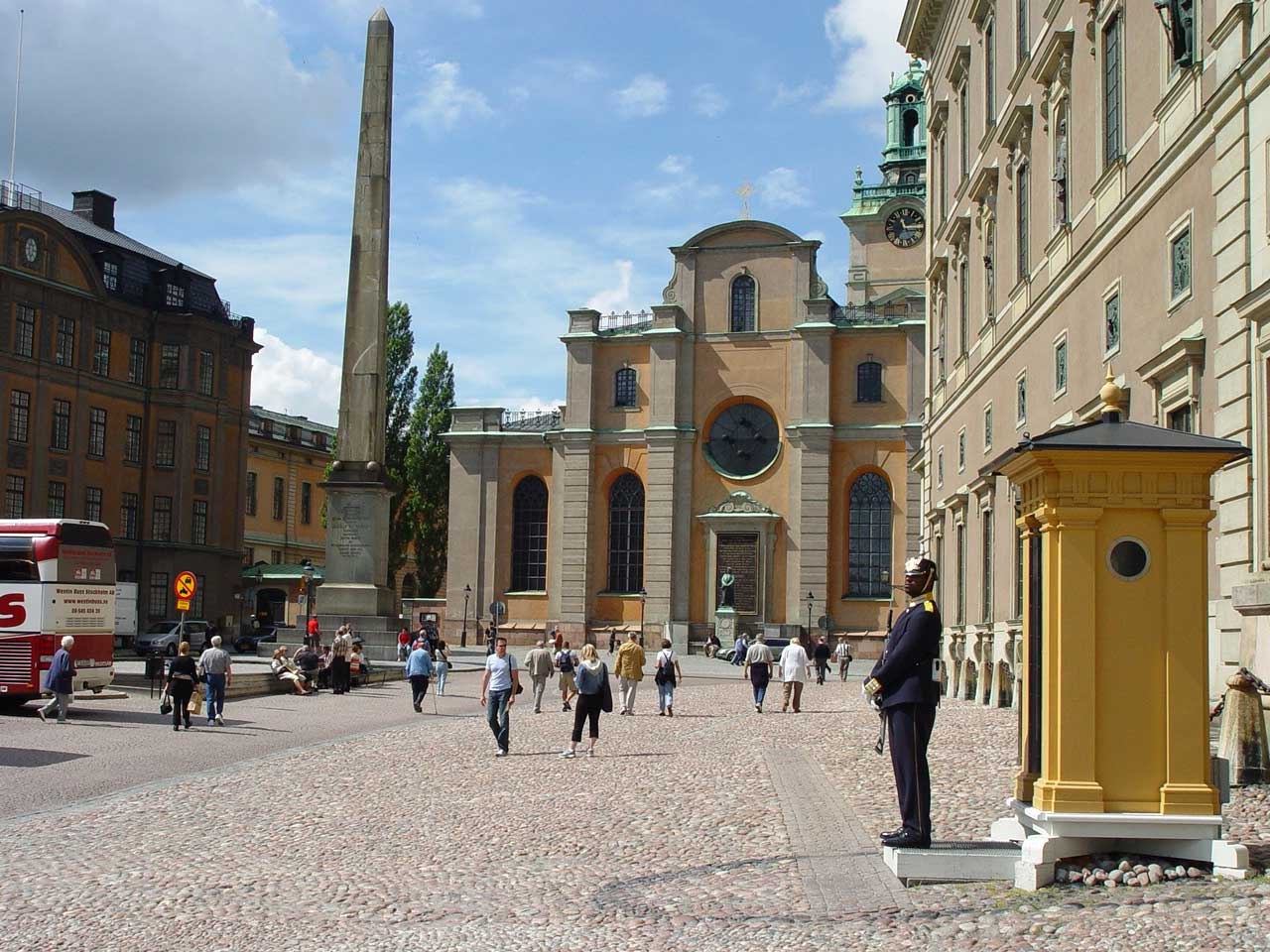
王宮外牆和斯德哥爾摩大教堂
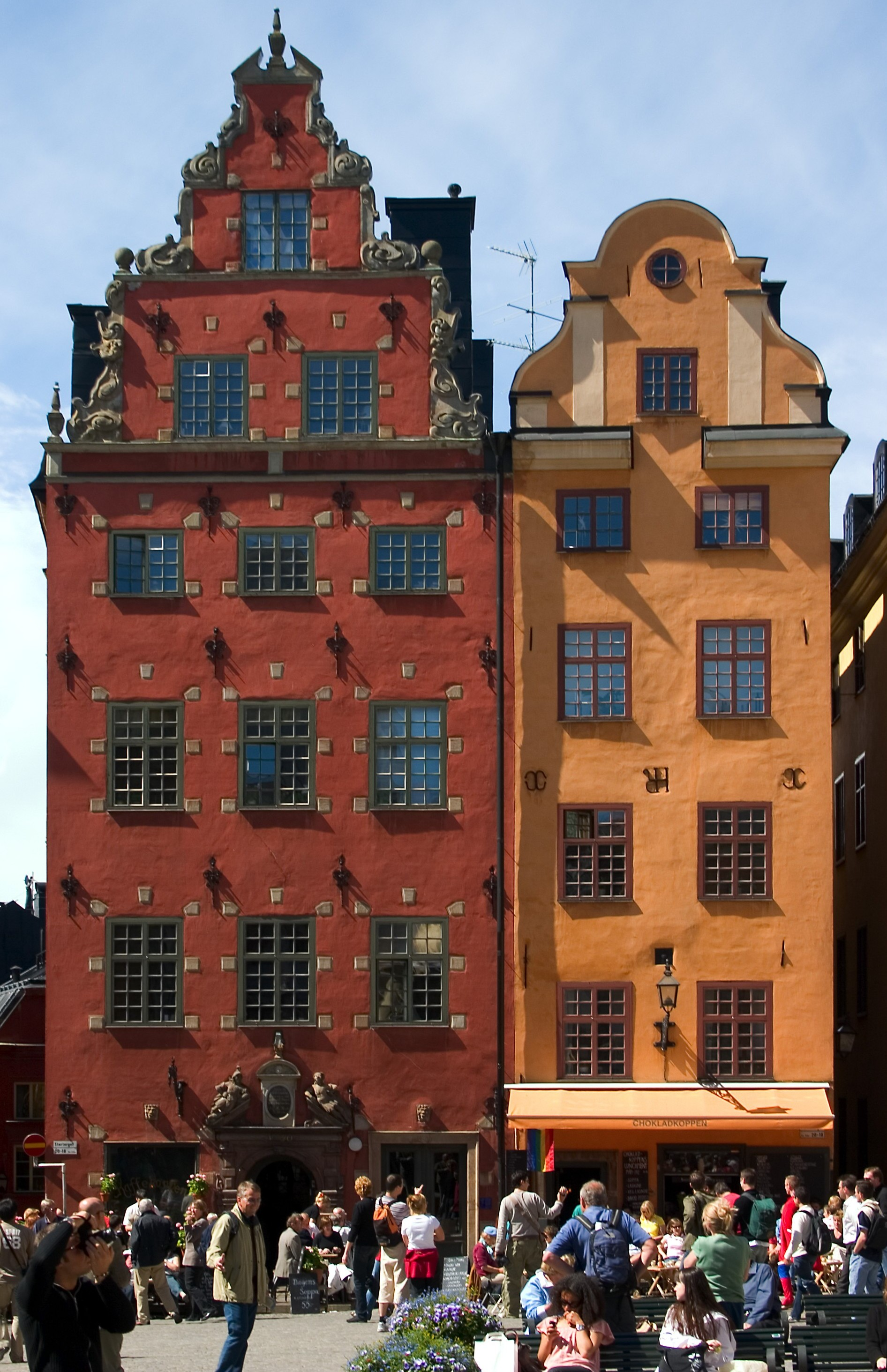
大廣場旁的建築物
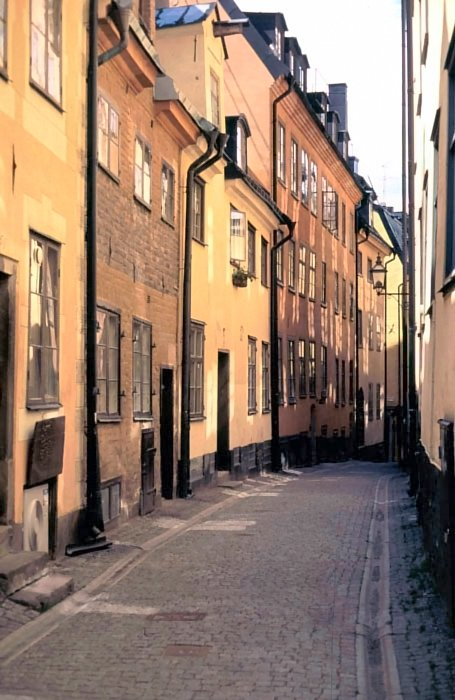
老城內的古老要道牧师街

## 外部連結
- Gamla-stan-stockholm.se （页面存档备份，存于） ──老城的公開藝術品（5頁）
- （瑞典文）Pictures from Gamla Stan 斯德哥爾摩老城圖庫

59°19′30″N 18°04′15″E / 59.32500°N 18.07083°E